# Steven Clark
Steven Clark est un arbitre de rugby à XIII australien. Il officie plus particulièrement au sein du championnat australien de rugby à XIII : la National Rugby League.